# Kurt Polycarp Joachim Sprengel
Kurt Polycarp Joachim Sprengel (ur. 3 sierpnia 1766  w Boldekow, zm. 15 marca 1833) – niemiecki lekarz, botanik i mykolog.
Sprengel urodził się w Boldekowie na Pomorzu. Jego ojciec, duchowny, zapewnił mu gruntowne i wszechstronne wykształcenie. Jako chłopiec wyróżniał się swoją znajomością języków. Znał język łaciński, grecki i arabski. W 1784 r. zaczął studiować teologię i medycynę na Uniwersytecie w Halle, ale wkrótce zrezygnował ze studiów teologicznych. Studia medyczne ukończył w 1787 r. i pozostał na uczelni kontynuując karierę naukową. W 1789 r. został mianowany profesorem nadzwyczajnym medycyny w swojej macierzystej uczelni, a w 1795 r. profesorem zwyczajnym. Wiele czasu poświęcił badaniom historii medycyny, zajmował się także botaniką i mykologią. Dużą uwagę przywiązywał do badań mikroskopowych tkanek roślin wyższych, jednak złej jakości mikroskopy, jakie wówczas używano sprawiły, że wyciągnięte przez niego wnioski z analizy tkanek były błędne. Dokonał również wielu zmian w taksonomii roślin i grzybów.
W 1809 r. Sprengel został korespondentem Royal Institute of the Netherlands, a w 1810 r. członkiem zagranicznym Królewskiej Szwedzkiej Akademii Nauk.

## Praca naukowa
Już w wieku 14 lat opublikował niewielką pracę Anleitung zur Botanik für Frauenzimmer (Przewodnik botaniczny dla kobiet). W latach 1792–1797 opracował historię medycyny Versuch einer pragmatischen Geschichte der Arzneikunde. Było to poszukiwane opracowanie, które doczekało się wielu wydań. Początkowo miało 4 tomy, w późniejszych wydaniach pięć. Jest autorem także wielu innych publikacji z dziedziny botaniki i mykologii.
Opisał nowe taksony grzybów. W ich naukowych nazwach dodawany jest skrót jego nazwiska Spreng.